# Balsas (fiume)
Il Balsas è un fiume del Messico centro-meridionale. Con i suoi 771 chilometri di lunghezza è uno dei fiumi più lunghi del paese. Il suo bacino idrografico si estende su una superficie di 112.320 km².
Il fiume trae origine dalla confluenza dei fiumi San Martín e Zahuapan nello Stato di Puebla. Da qui scorre inizialmente verso sud-ovest e poi a ovest attraverso lo Stato di Guerrero. Il fiume sfocia nell'oceano Pacifico a Mangrove, vicino alla città di Lázaro Cárdenas del Río nello Stato di Michoacán.
I principali affluenti sono Cutzamala e Placeres del Oro (stato di Guerrero), Calderón (Stato del Messico), Amacuzac (Morelos), Tepalcatepec, Cupatitzio, Del Marqués e Purungueo (Michoacán).
È attraversato dal ponte autostradale Mezcala-Solidaridad.